# Pusiola flavicosta
Pusiola flavicosta är en fjärilsart som beskrevs av George Francis Hampson 1901. Pusiola flavicosta ingår i släktet Pusiola och familjen björnspinnare. Inga underarter finns listade.